# São Pedro de Este
São Pedro de Este ist ein Ort und eine ehemalige Gemeinde (Freguesia) im Norden Portugals.

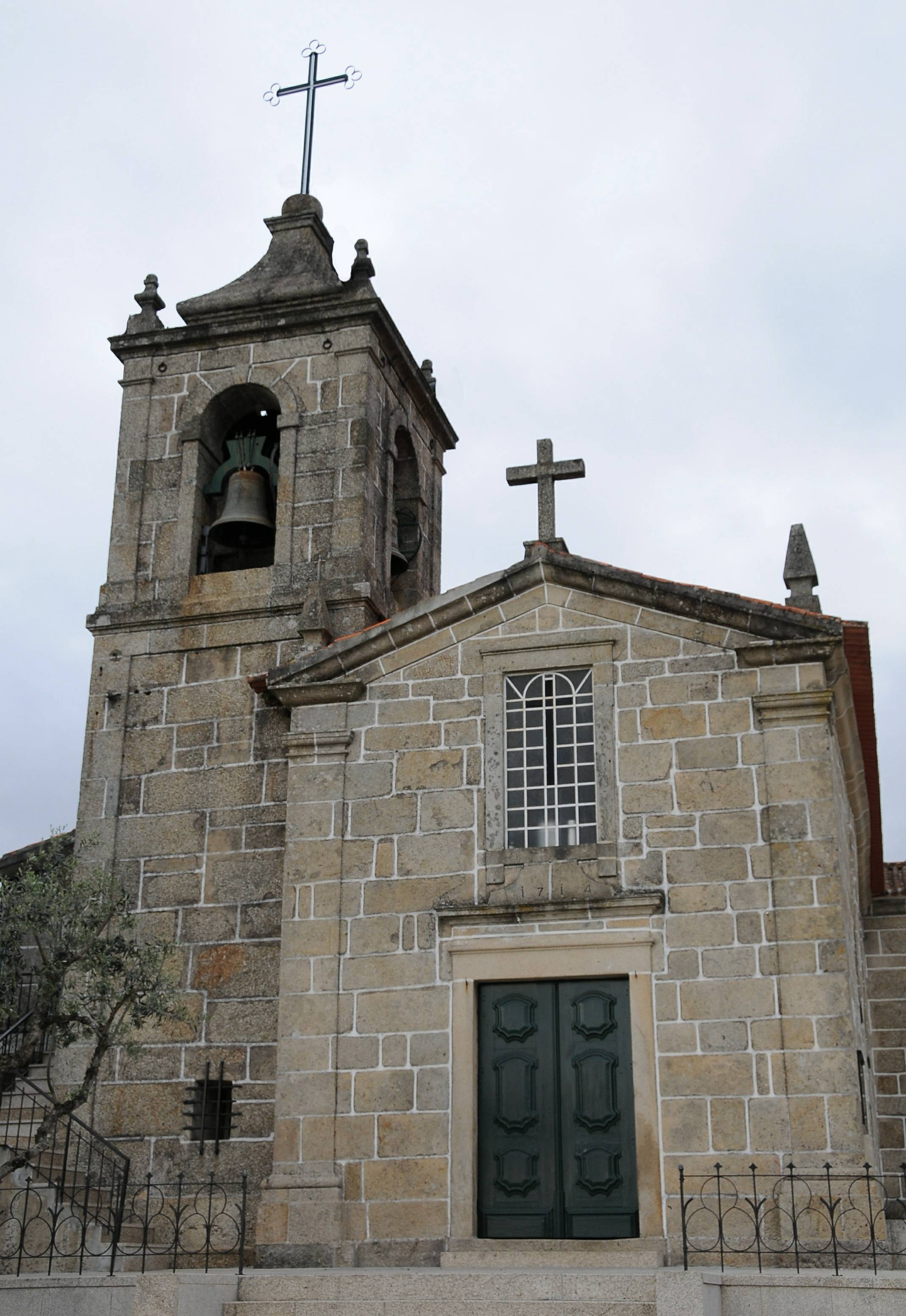
São Pedro de Este

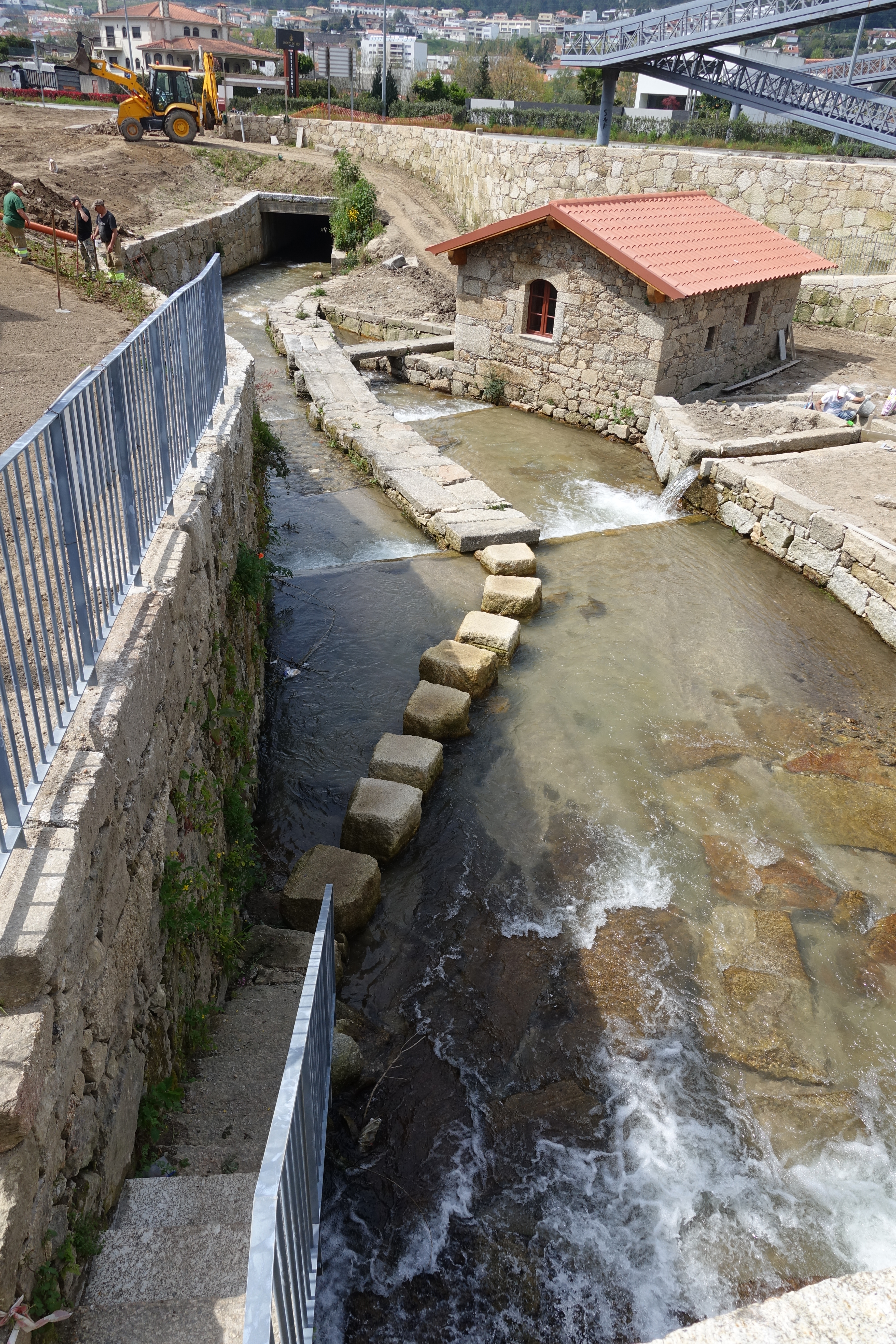
Trittsteinbrücke über den Rio Este

São Pedro de Este gehört zum Kreis und zur Stadt (pt: Cidade) Braga im Distrikt Braga. Die Gemeinde hatte eine Fläche von 3,2 km² und 2037 Einwohner (Stand 30. Juni 2011).
Am 29. September 2013 wurden die Gemeinden Este (São Pedro) und Este (São Mamede) zur neuen Gemeinde União das Freguesias de Este (São Pedro e São Mamede) zusammengeschlossen. Este (São Pedro) ist Sitz dieser neu gebildeten Gemeinde.